# K-4 (misil)
El K-4 es un misil balístico lanzado desde submarino de alcance intermedio con capacidad nuclear desarrollado por la Organización de Investigación y Desarrollo de Defensa de la India para armar los submarinos de la clase Arihant. El misil tiene un alcance máximo de unos 4.000 km.